# 8 noiembrie
ianuarie • februarie • martie  • aprilie  • mai  • iunie  • iulie  • august  • septembrie  • octombrie  • noiembrie  • decembrie
8 noiembrie este a 312-a zi a calendarului gregorian și a 313-a zi în anii bisecți. Mai sunt 53 de zile până la sfârșitul anului.

## Evenimente

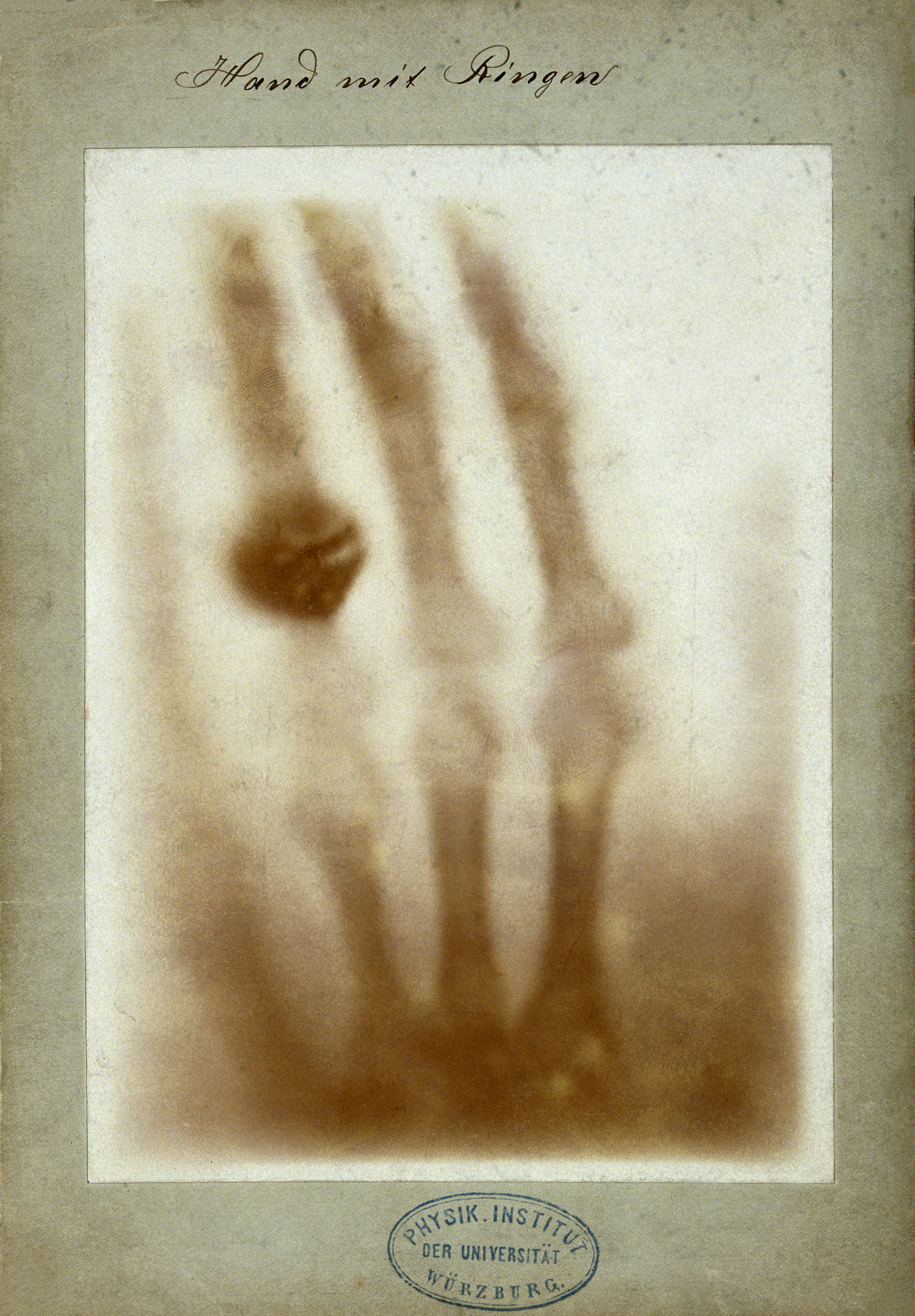
1895: Wilhelm Conrad Röntgen, profesor la Universitatea din Würzburg, Germania, a descoperit razele electromagnetice, cunoscute sub numele de razele X (razele Röntgen). În fotografie Hand mit Ringen (Mână cu inele): prima radiografie "medicală" făcută de fizicianul german Wilhelm Röntgen mâinii soției sale, radiografie realizată la 22 decembrie 1895.

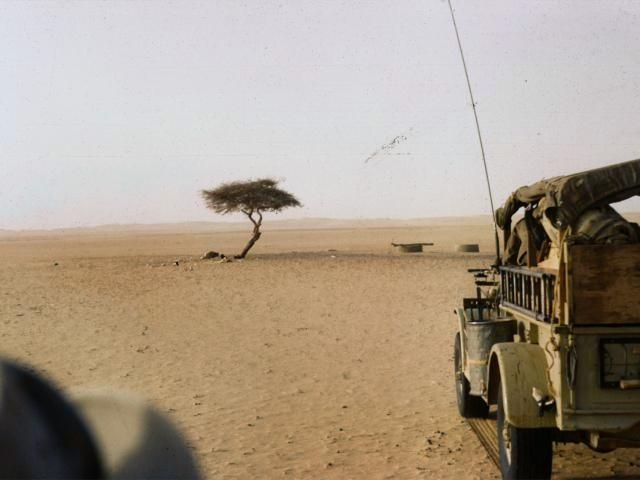
1973: Rămășițele Arborelui din Ténéré, „cel mai izolat copac din lume” — singurul existent pe o distanță de 400 de km, sunt aduse la Muzeul Național nigerian din Niamey.

- 0794: Capitala imperială japoneză este stabilită la Kyoto (numit initial Heiankyo – "Capitala păcii și liniștii"). Din anul 1868, Japonia își va muta capitala la Tokio.
- 1291: Republica Veneția adoptă o lege care limitează cea mai mare parte a industriei de fabricare a sticlei din Veneția la „insula Murano”.[1]
- 1496: S-a încheiat construirea bisericii cu hramul Sfinții Arhangheli din Războieni, județul Neamț, locul unde s-a dat bătălia dintre Ștefan cel Mare, domnul Moldovei (1457-1504), și armata otomană, în iulie 1476.
- 1519: Conchistadorul spaniol Hernán Cortés intră în Tenochtitlán, capitala Imperiului aztec, și conducătorul aztec Moctezuma îl întâmpină cu o mare festivitate.
- 1520:  Regele danez Christian al II-lea, care fusese încoronat rege al Suediei cu patru zile mai devreme, își încalcă promisiunea de amnistie și execută numeroși nobili suedezi în ceea ce s-a numit „Baia de sânge de la Stockholm” pentru a slăbi susținătorii lui Sten Stures cel Tânăr și pentru a pune în aplicare Uniunea Kalmar.
- 1620: În apropiere de Praga are loc Bătălia de la Muntele Alb, care se încheie cu o victorie catolică decisivă în doar două ore. Mai târziu au ocupat Praga și au pus capăt revoltei protestante din Boemia.
- 1644: Împăratul Shunzhi, al treilea împărat al dinastiei Qing, este întronat la Beijing, după prăbușirea dinastiei Ming, ca primul împărat Qing care domnește asupra întregii Chine.
- 1874: A fost inaugurată statuia lui Mihai Viteazul din București (Piața Universității); statuia a fost realizată de sculptorul francez Albert Ernest Carriere de Belleuse și este primul monument de această factură din Capitală.
- 1885: S-a fondat Partidul Liberal-Democrat condus de Dimitrie C. Brătianu, unind în rândurile sale pe toți cei nemulțumiți de guvernarea liberal a lui I.C. Brătianu, inclusiv pe Mihail Kogălniceanu și grupul liberalilor moldoveni grupați în jurul acestuia. A funcționat până la 24 martie 1890, când s-a unificat cu Partidul Național Liberal.
- 1889: Montana a devenit cel de-al 41-lea stat american.
- 1892: Președintele american Grover Cleveland a obținut singurul mandat neconsecutiv la Casa Albă din istoria SUA.
- 1895: Wilhelm Conrad Röntgen (1845 - 1923), profesor la Universitatea din Würzburg, Germania (laureat al Premiului Nobel pentru Fizică pe anul 1901), a descoperit razele electromagnetice, cunoscute sub numele de razele X (razele Röntgen).
- 1917: În cotidianul rusesc Izvestia este publicat decretul asupra terenului întocmit de Lenin. Confiscarea pământului de la proprietari, biserici și domenii ale statului fără compensație câștigă populația rurală de partea bolșevicilor.
- 1942: Al doilea război mondial: Americanii se alătură britanicilor în războiul din Africa. Debarcarea trupelor britanice și americane în Maroc și Algeria.
- 1945: Manifestație anticomunistă a tineretului PNȚ și PNL, în Piața Palatului Regal, prilejuită de ziua onomastică a regelui Mihai I[2].
- 1956: Descoperirea cometei Arend-Roland.
- 1960: John F. Kennedy este ales cel de-al 35-lea președinte al Statelor Unite, învingându-l pe vicepreședintele în exercițiu Richard Nixon, care mai târziu va fi ales președinte în 1968 și 1972.
- 1968: Este adoptată convenția asupra traficului rutier de la Viena.
- 1971: Trupa britanică Led Zeppelin își lansează al patrulea album, care include una dintre cele mai cunoscute piese, Stairway to heaven.
- 1973: Rămășițele Arborelui din Ténéré, „cel mai izolat copac din lume” — singurul existent pe o distanță de 400 de km, sunt aduse la Muzeul Național nigerian din Niamey.
- 1985: Adunarea Generală a ONU adoptă, la inițiativa României, rezoluția privind Anul Internațional al Tineretului.
- 1988: George H. W. Bush este ales al 41-lea președinte al Statelor Unite.
- 1994: S-a deschis Complexul World Trade Center din București.
- 2006: În urma victoriei democraților în Camera Reprezentanților, secretarul american al Apărării, Donald Rumsfeld, și-a anunțat demisia.
- 2016: Au loc alegeri prezidențiale în Statele Unite ale Americii. Cu toate că a pierdut la un scor strâns la votul popular, Donald Trump, candidatul republican, câștigă alegerile învingând-o pe Hillary Clinton, candidatul democrat. Este a  cincea oară în istoria Statelor Unite când candidatul câștigător pierde  votul popular; ultima astfel de înfrângere a avut loc în 2000.

## Nașteri
- 0030: Nerva, împărat roman (d. 98)
- 1511: Paul Eber, teolog, reformator german (d. 1569)
- 1572: Johann Sigismund, Elector de Brandenburg (d. 1619)
- 1622: Carol al X-lea al Suediei (d. 1660)
- 1656: Edmond Halley, astronom englez, care a descoperit cometa ce îi poartă numele (d. 1742)
- 1676: Louise Bénédicte de Bourbon, prințesă de sânge a Franței (d. 1753)
- 1715: Elisabeth Christine de Brunswick-Wolfenbüttel, soția regelui Prusiei Frederic cel Mare  (d. 1797)
- 1746: Elisabeth Christine de Brunswick-Lüneburg, Prințesă Moștenitoare a Prusiei (d. 1840)
- 1768: Prințesa Augusta Sofia a Regatului Unit, a doua fiică a regelui George al III-lea al Marii Britanii (d. 1840)
- 1777: Désirée Clary, regină a Suediei (d. 1860)
- 1810: Vasile Sturdza, politician român, primul Președinte al Consiliuli de Miniștri de la Iași după Mica Unire (d. 1870)

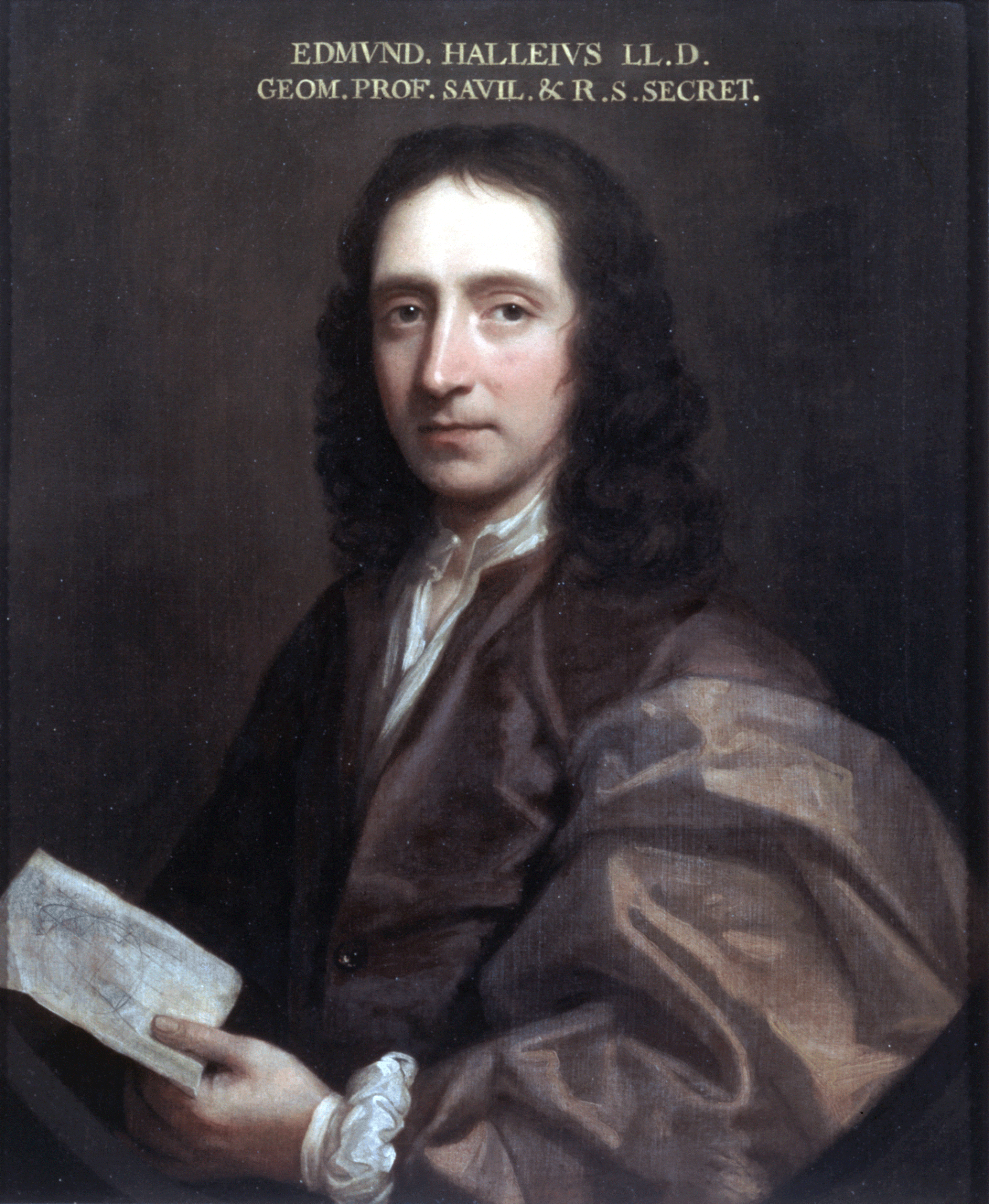
Edmond Halley, astronom englez
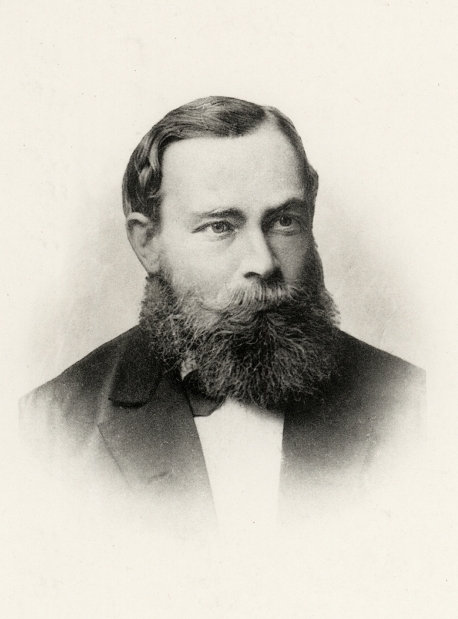
Gottlob Frege, matematician și logician german
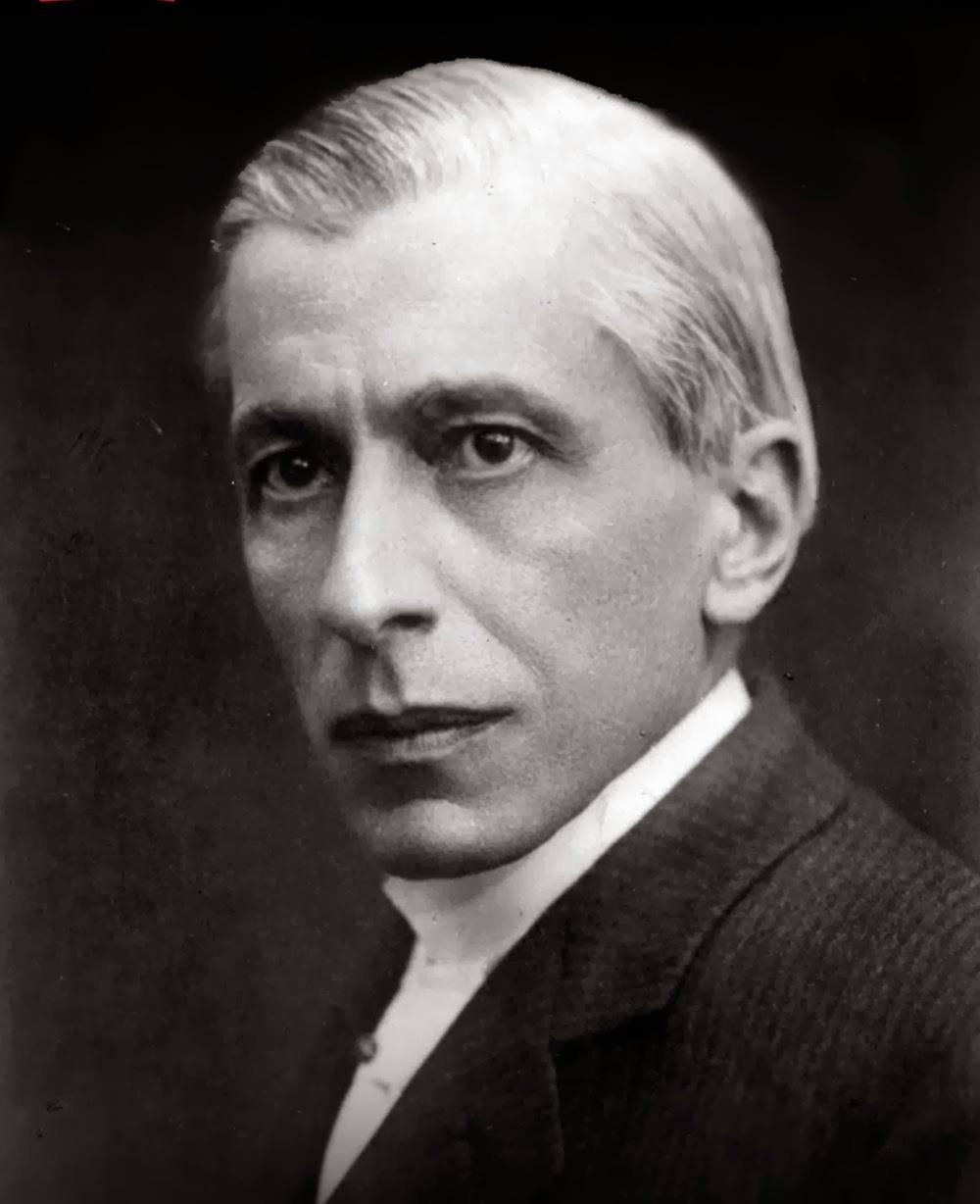
Nicolae Paulescu, medic român, descoperitorul insulinei

- 1823: Joseph Monier, grădinar francez, cel ce a descoperit asfaltul armat (d. 1906)
- 1843: Moritz Pasch, matematician german (d. 1930)
- 1847: Bram Stoker, autor britanic (d. 1912)
- 1848: Gottlob Frege, matematician și logician german, fondatorul logicii matematice (d. 1925)
- 1849: Ioan G. Bibicescu, publicist, om politic și economist român, guvernator al BNR (d. 1924)
- 1857: Alexandru C. Cuza, profesor și om politic, membru al Academiei Române (d. 1947)
- 1867: Mihai Manicatide, medic, unul dintre fondatorii scolii românești de pediatrie.(d. 1954)
- 1869: Nicolae Paulescu, medic român, descoperitorul insulinei (d. 1931)
- 1869: Joseph Franklin Rutherford, judecător american (d. 1942)
- 1875: Qiu Jin, militantă și scriitoare din China (d. 1907)
- 1884: Hermann Rorschach, psihiatru elvețian (d. 1922)
- 1887: René Maran, scriitor francez (d. 1960)
- 1889: Mihail Lascăr,  politician comunist și general de armată român, ministru al Apărării Naționale în anii 1946-1947 (d. 1959)
- 1893: Rama al VII-lea, rege a Siamului (d. 1941)
- 1900: Margaret Mitchell, scriitoare americană (d. 1949)
- 1901: Gheorghe Gheorghiu-Dej, liderul comunist al României din 1947 până la moartea sa (d. 1965)
- 1903: Marius Grout, scriitor francez, câștigător al Premiului Goncourt în 1943 (d. 1946)
- 1906: Georg Donatus, Mare Duce de Hesse, Mare Duce Ereditar de Hesse (d. 1937)
- 1908: Dumitru Comănescu, inginer agronom român, cel mai vârstnic bărbat din lume (d. 2020)
- 1914: George Dantzig, matematician american (d. 2005)
- 1916: Peter Weiss, scriitor german (d.1982)
- 1916: Alexandru Dragomir, filosof român (d. 2002)
- 1922: Christian Barnard, medic sud-african. A realizat, la 3 decembrie 1967, primul transplant de inimă (d. 2001)
- 1923: Yisrael Friedman, rabin român (d. 2017)
- 1923: Jack S. Kilby, fizician american, laureat al Premiului Nobel (d. 2005)
- 1927: Patti Page, cântăreață americană (d. 2013)
- 1928: Dumitru Micu, scriitor, critic și istoric literar român (d. 2018)
- 1929: Ion Brad, poet, prozator și dramaturg român (d. 2019)
- 1932: Stéphane Audran, actriță franceză (d. 2018)
- 1935: Alain Delon, actor francez (d. 2024)
- 1936: Gheorghe-Ioan Carțiș, inginer român
- 1940: Vasile Ghica, scriitor român
- 1942: Sandro Mazzola, fotbalist italian
- 1943: Martin Peters, fotbalist englez (d. 2019)
- 1946: Guus Hiddink, jucător și antrenor olandez de fotbal
- 1946: Roy Wood, muzician, cântăreț și textier britanic
- 1950: Gabriel Oseciuc, actor român

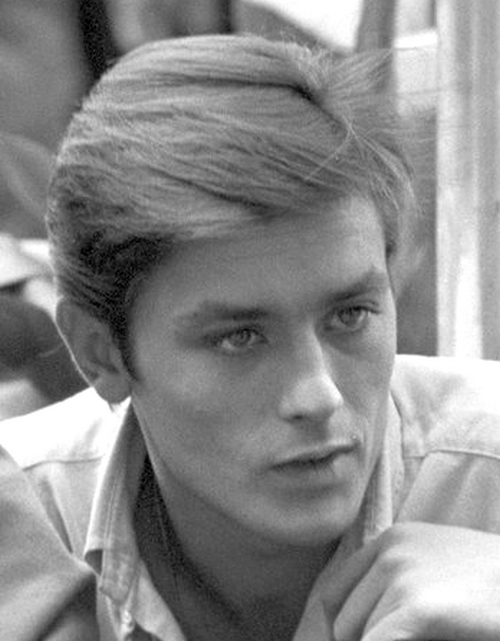
Alain Delon, actor francez
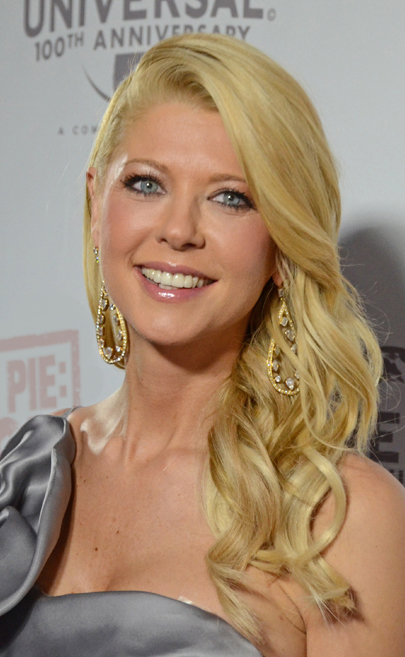
Tara Reid, actriță americană
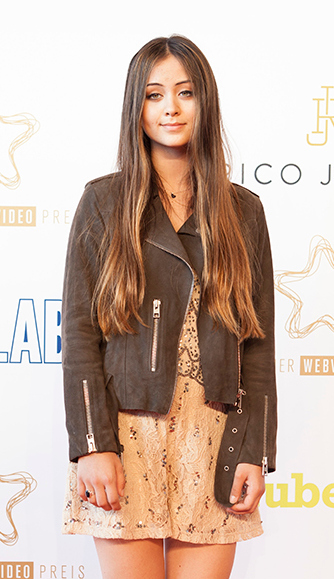
Jasmine Thompson, cântăreață britanică

- 1952: Mariana Lungu, cântăreață moldoveană de folclor
- 1953: Alina Nour, scriitoare română de literatură pentru tineret și science-fiction
- 1954: Kazuo Ishiguro, scriitor britanic de origine japoneză
- 1956: Alexandru Chirnițchi, muzician rock sovietic (d. 2008)
- 1960: Michael Nyqvist, actor suedez (d. 2017)
- 1970: Diana King, cântăreață și compozitoare jamaicană de muzică R&B și reggae fusion
- 1971: Carlos Atanes, regizor, scriitor și dramaturg spaniol
- 1974: Masashi Kishimoto, artist manga japonez
- 1975: Silvia Lăuneanu, cântăreață română
- 1975: Tara Reid, actriță americană
- 1978: Mihaela Șteff, jucătoare de tenis de masă română
- 1980: Geraldo Alves, fotbalist portughez
- 1980: Luís Fabiano, fotbalist brazilian
- 1980: Marius Novanc, handbalist român
- 1981: Joe Cole, fotbalist englez
- 1983: Pavel Pogrebniak, fotbalist rus
- 1984: Riley Armstrong, hocheist canadian
- 1989: Morgan Schneiderlin, fotbalist francez
- 1991: Maria Ficzay, jucătoare română de fotbal
- 1992: Cristina Iovu, halterofilă din Republica Moldova
- 1995: Joe O'Connor, jucător englez de snooker

## Decese
- 1226: Regele Ludovic al VIII-lea al Franței (n. 1187)
- 1674: John Milton, poet englez (n. 1608)
- 1703: John Wallis, matematician englez (n. 1616)
- 1719: Michel Rolle, matematician francez (n. 1652)
- 1789: Giovanni Antonio Battarra, botanist și micolog italian (n. 1714)
- 1817: Andrea Appiani, pictor italian (n. 1754)
- 1830: Regele Francisc I al celor Două Sicilii (n. 1777)
- 1858: George Peacock, matematician englez (n. 1791)
- 1876: Maria Vittoria dal Pozzo, soția regelui Amadeo al Spaniei (n. 1847)
- 1877: Prințesa Amalie Auguste de Bavaria, Regină a Saxoniei (n. 1847)
- 1890: César Franck, compozitor francez (n. 1822)

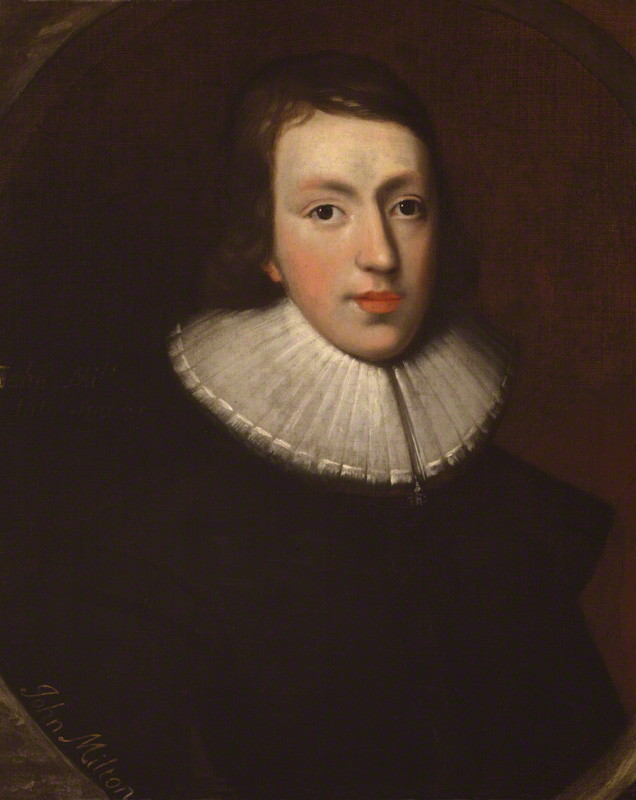
John Milton, poet englez
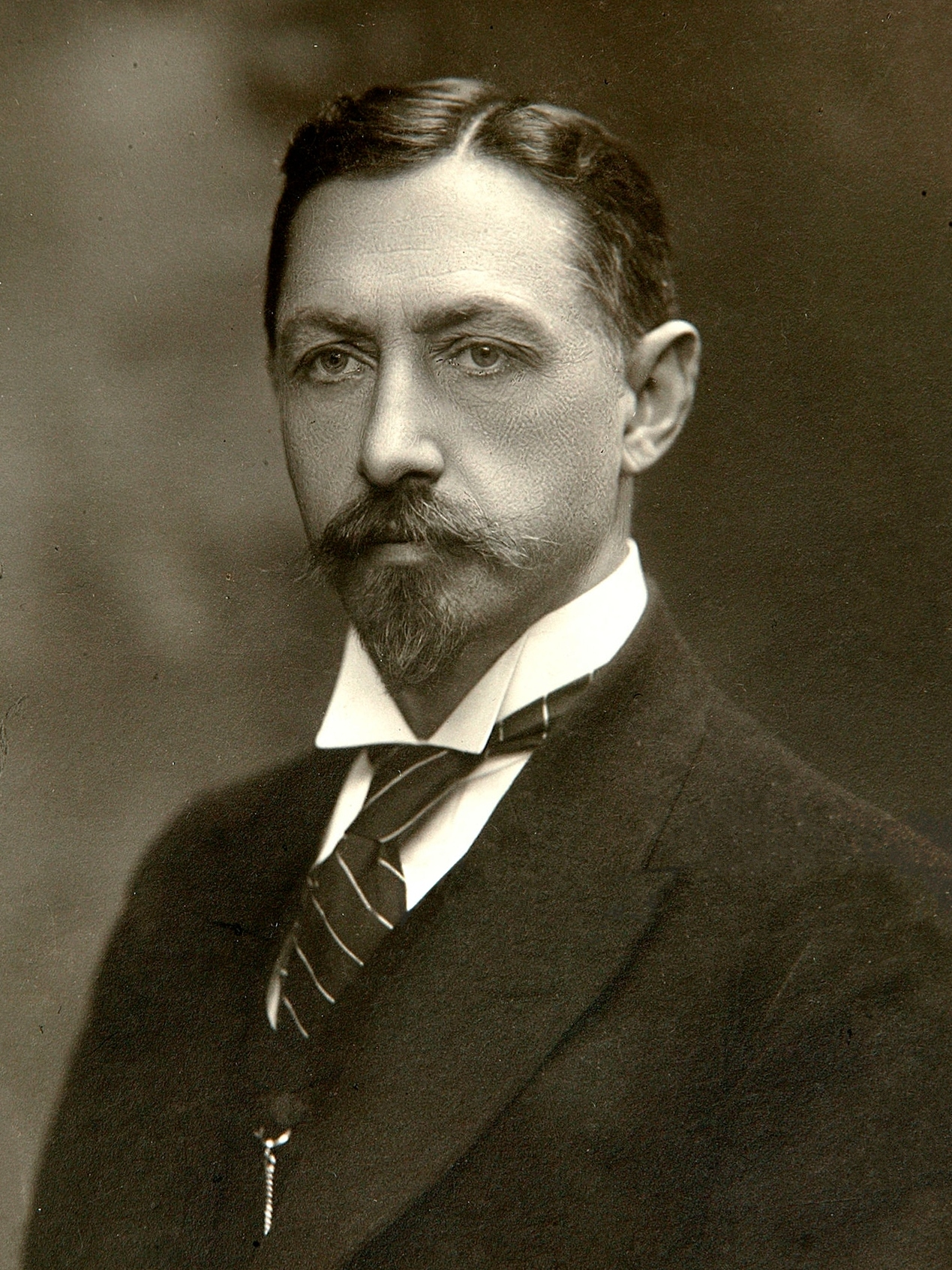
Ivan Bunin, scriitor rus, laureat Nobel
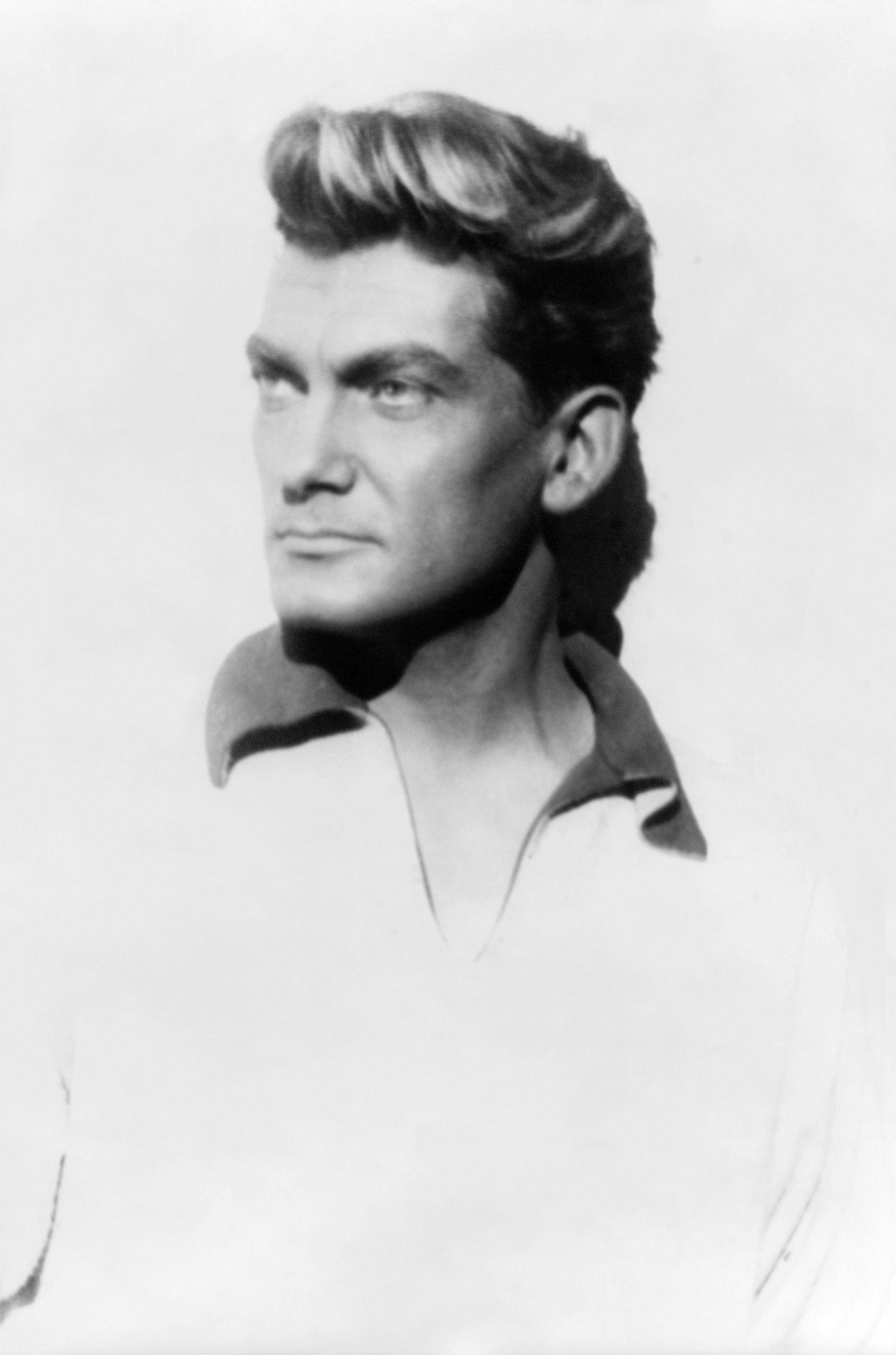
Jean Marais, actor francez

- 1916: Prințul Heinrich de Bavaria, membru al Casei de Wittelsbach (n. 1884)
- 1921: Pavol Országh Hviezdoslav, poet slovac (n. 1849)
- 1924: Sergei Lyapunov, pianist și compozitor rus (n. 1859)
- 1944: André 'Trello' Abegglen, fotbalist elvețian (n. 1909)
- 1945: August von Mackensen feldmareșal german (n. 1849)
- 1948: Arhiducele Petru Ferdinand, Prinț de Toscana (n. 1874)
- 1953: Ivan Bunin, scriitor rus, laureat al Premiului Nobel (1933) (n. 1870)
- 1972: Athanase Joja, filosof și logician român (n. 1904)
- 1978: Norman Percevel Rockwell, desenator, ilustrator și pictor american  (n. 1894)
- 1986: Viaceslav Molotov, politician sovietic și diplomat (n. 1890)
- 1998: Jean Marais, actor francez (n. 1913)
- 2001: George Munteanu, critic și istoric literar (n. 1924)
- 2006: Iosif Conta, dirijor român (n. 1924)
- 2008: Alexandru Chirnițchi, muzician rock sovietic (n. 1956)
- 2009: Vitali Ghinzburg, fizician rus (n. 1916)
- 2019: Oana Manolescu, politician român de etnie albaneză (n. 1941)

## Sărbători
- în calendarul ortodox: Soborul Sfinților Arhangheli Mihail și Gavril
- în calendarul greco-catolic: Sf. Arhangheli Mihail și Gavril
- în calendarul romano-catolic: Fer. John Duns Scotus († 1308, Köln)